# Vetle Sjåstad Christiansen
Vetle Sjåstad Christiansen (* 12. Mai 1992 in Hønefoss, Buskerud) ist ein norwegischer Biathlet. Christiansen debütierte 2012 im Weltcup und feierte dort schnell seinen ersten Staffelsieg. Da seine Leistungen in den folgenden Jahren stagnierten, pendelte er von 2015 bis 2018 zwischen Welt- und IBU-Cup und gewann die Gesamtwertung des IBU-Cups 2017/18. Mit seinem ersten Einzelweltcupsieg und zwei Weltmeistertiteln im Jahr 2019 kämpfte er sich zurück ins Weltcupteam und etablierte sich seither in der Weltspitze. 2022 wurde er zudem Olympiasieger mit der Staffel.

## Persönliches
Christiansens älterer Bruder Eirik Robert war ebenfalls Biathlet, seine jüngere Schwester Tiril ist eine erfolgreiche Freestyle-Skierin, die mehrere Medaillen bei den Winter-X-Games gewann.
Seine Eltern sind Randi Sjåstad und ihr Ehemann Georg William Christiansen, sein Großvater Asle Sjåstad nahm 1960 als Skilangläufer an den Olympischen Spielen teil.

## Sportliche Laufbahn

### Große Erfolge im Juniorenbereich
Vetle Sjåstad Christiansen bestritt seine ersten internationalen Rennen im Februar 2009 in Szczyrk beim Olympischen Jugendfestival und gewann mit der Mixedstaffel Bronze. Im November des Jahres gab er in Idre sein Debüt im IBU-Cup und gewann in seinem ersten Sprint als 21. erste Punkte. Höhepunkt der Saison wurden die Jugendweltmeisterschaften 2010 in Torsby, wo Christiansen sowohl – hinter Martin Maier und Alexander Petschonkin – im Einzel als auch mit der Staffel und – hinter Johannes Kühn und Petschonkin – im Sprintrennen die Bronzemedaillen gewann. Noch erfolgreicher wurden die Juniorenweltmeisterschaften 2011 in Nové Město na Moravě, wo er in Sprint und Verfolgung Zweiter, im Einzel und im Staffelrennen Dritter wurde. Auch bei der Junioren-WM des Folgejahres in Kontiolahti gewann der Norweger Silber in der Verfolgung und Gold mit Erling Aalvik, Johannes Thingnes Bø und Marius Hol im Staffelbewerb, ähnliches gelang ihm bei den Junioreneuropameisterschaften, wo er Gold im Sprint und mit der Mixedstaffel um Thekla Brun-Lie, Marion Rønning Huber und Johannes Thingnes Bø ergatterte. Bereits 2009 siegte der damals 16-Jährige gemeinsam mit Christian Bache, Frode Andresen und Ole Einar Bjørndalen als Vertreter Buskeruds bei den norwegischen Meisterschaften, zwei Jahre später wurde er mit Andresen, Bjørndalen und Anders Hennum erneut nationaler Meister.

### Weltcupdebüt und Europameistertitel
Nach diesen Erfolgen wurde Christiansen zur Saison 2012/13 erstmals ins Weltcupteam berufen und gab im Dezember 2012 in Östersund sein Debüt. Im Sprint über 10 Kilometer belegte er Platz 39 und gewann im ersten Rennen sofort seine ersten Ranglistenpunkte. Beim Weltcup von Hochfilzen gab er sein Staffeldebüt und gewann ohne Nachlader gemeinsam mit Lars Helge Birkeland, Ole Einar Bjørndalen und Henrik L’Abée-Lund auf Anhieb sein erstes Weltcuprennen, musste danach allerdings in den IBU-Cup wechseln und nahm in der Folge an den Europameisterschaften 2013 im bulgarischen Bansko teil, bei denen er den Sprint gewann und Zweiter in der Verfolgung wurde. Daraufhin kehrte er in Sotschi wieder in den Weltcup zurück und lief im Sprint von Chanty-Mansijsk zum ersten Mal unter die besten zehn auf der höchsten Rennebene.

### Krankheit und Comeback

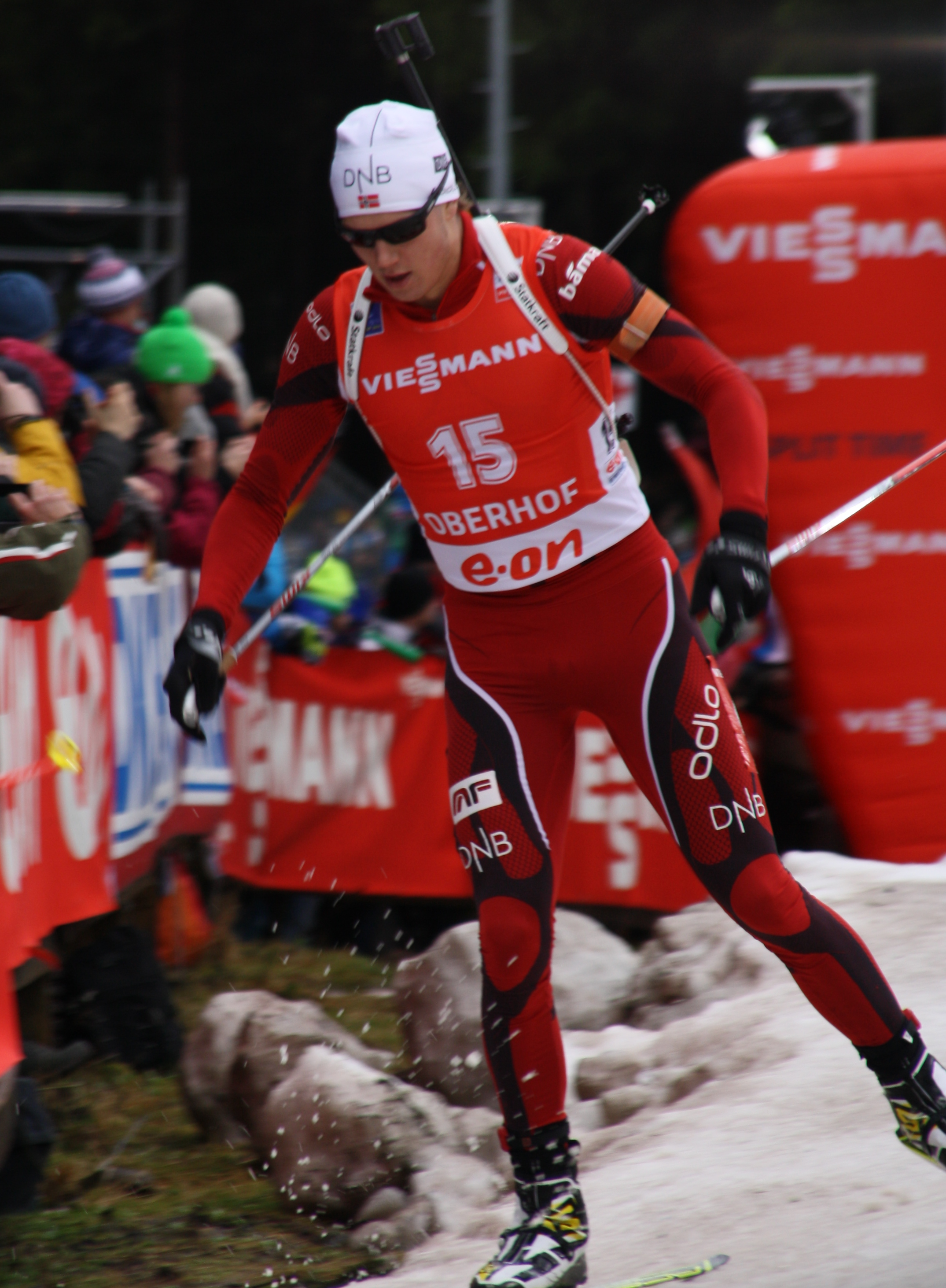
Christiansen 2014 in Oberhof

In der folgenden Saison 2013/14 stabilisierte sich Vetle Sjåstad Christiansen im Weltcup und war in Hochfilzen wiederum Teil der siegreichen Staffel. Allerdings war sein bestes Einzelergebnis ein 15. Platz, weshalb er sich lediglich als Reserveathlet für die Olympischen Spiele qualifizierte und dort erwartungsgemäß keinen Einsatz bekam. Auch die nächste Saison begann ähnlich für den Norweger, er lief nur ein Mal unter die besten 30 Teilnehmer eines Rennens. Nach dem Weltcup von Oberhof musste er die Saison aufgrund eines Rhinovirus beenden. Die Saisonvorbereitung im Sommer 2015 absolvierte Christiansen nicht mit der norwegischen Nationalmannschaft, sondern mit einem Privatteam. Erst im Januar 2016 wurde er vom Verband wieder für einen internationalen Wettkampf, den IBU-Cup in Nové Město na Moravě, nominiert. In den ersten Rennen nach seiner Krankheit erreichte er zwei 17. Plätze. Da das norwegische Weltcupteam die Rennen im kanadischen Canmore im Februar ausließ, gab er dort sein Comeback in der höchsten Rennkategorie und wurde 36. des Sprints. Bei den Europameisterschaften in Tjumen gewann er mit Ingrid Landmark Tandrevold die Bronzemedaille in der Single-Mixed-Staffel und wurde Vierter der Verfolgung.
Beim ersten Rennen des Winters 2016/17 in Beitostølen erreichte Christiansen zum zweiten Mal einen Einzelsieg im internationalen Erwachsenenbereich. Nachdem er dieses Ergebnis mit einem zweiten Platz in Obertilliach bestätigt hatte, durfte er in Oberhof wieder im Weltcup starten. In Ruhpolding war er erstmals seit zwei Jahren wieder Teil der norwegischen Herrenstaffel und gewann mit dieser zum dritten Mal in seiner Karriere. Er schaffte allerdings die Norm für die Weltmeisterschaften in Hochfilzen nicht und nahm wieder an den Europameisterschaften teil, wobei er wiederum mit Tandrevold eine Medaille in der Single-Mixed-Staffel erreichte, diesmal Silber. Nach der WM kehrte er bis zum Saisonende in den Weltcup zurück, wo er sich in der Verfolgung von Kontiolahti mit Rang acht unter den besten zehn platzierte.

### Gesamt-IBU-Cup-Sieg und Durchbruch im Weltcup
Im November 2017 musste sich Christiansen in Sjusjøen für das Weltcupteam qualifizieren, was ihm allerdings nicht gelang. Damit startete er konstant im IBU-Cup und übernahm nach einem Sieg in Obertilliach die Führung in der Gesamtwertung. Dadurch durfte er wie im Vorjahr an den Weltcups in Deutschland teilnehmen und erzielte in Oberhof einen Podestplatz mit der Herrenstaffel, konnte sich aber erneut nicht für das Großereignis, die Olympischen Winterspiele 2018, qualifizieren. Am Arber gewann der Norweger das letzte Rennen vor den Europameisterschaften, bei denen er im dritten Versuch die Goldmedaille in der Single-Mixed-Staffel zusammen mit Thekla Brun-Lie errang. Mit konstanten Top-10-Ergebnissen und einem weiteren Sieg erlangte er die Führung in der IBU-Cup-Gesamtwertung zurück und schloss diese schließlich auch mit über 100 Punkten Vorsprung auf Fredrik Gjesbakk als erster ab.
Nach den Rücktritten von Ole Einar Bjørndalen und Emil Hegle Svendsen bekam Vetle Sjåstad Christiansen im Winter 2018/19 zum ersten Mal in seiner Karriere einen festen Platz im norwegischen Weltcupteam. Nach schwankenden Ergebnissen auf der Pokljuka landete er in Hochfilzen als Dritter der Verfolgung erstmals in einem Individualbewerb auf dem Podest. Danach waren die Ergebnisse weniger konstant, dennoch lief er die bis dahin erfolgreichste Saison seiner Karriere, inklusive eines weiteren Staffelsieges in Ruhpolding. Bei den Weltcups in Nordamerika im Februar gelang dem Norweger der endgültige Durchbruch auf internationaler Ebene. Im Einzelwettkampf von Canmore wurde er hinter Johannes Thingnes Bø Zweiter im Einzel und siegte mit der Staffel, eine Woche später in Soldier Hollow, Utah, folgte im Sprint der erste Einzelweltcupsieg und in der Verfolgung ein zweiter Platz hinter dem fehlerfrei gebliebenen Quentin Fillon Maillet. Als drittbester Norweger in der Gesamtwertung, hinter den Brüdern Tarjei und Johannes Thingnes Bø, wurde Vetle Sjåstad Christiansen im Alter von 26 Jahren erstmals für die Weltmeisterschaften nominiert. Dort gewann er mit der norwegischen Mixed- und Herrenstaffel jeweils die Goldmedaille, konnte in den Einzelrennen aber nicht an die vorangegangenen Erfolge der Saison anknüpfen, wenngleich er im Einzelwettkampf als einer von nur zwei Teilnehmern ohne Schießfehler Platz acht belegte. Die Saison schloss er schließlich als 13. der Gesamtwertung ab.

### Etablierung in der Weltspitze

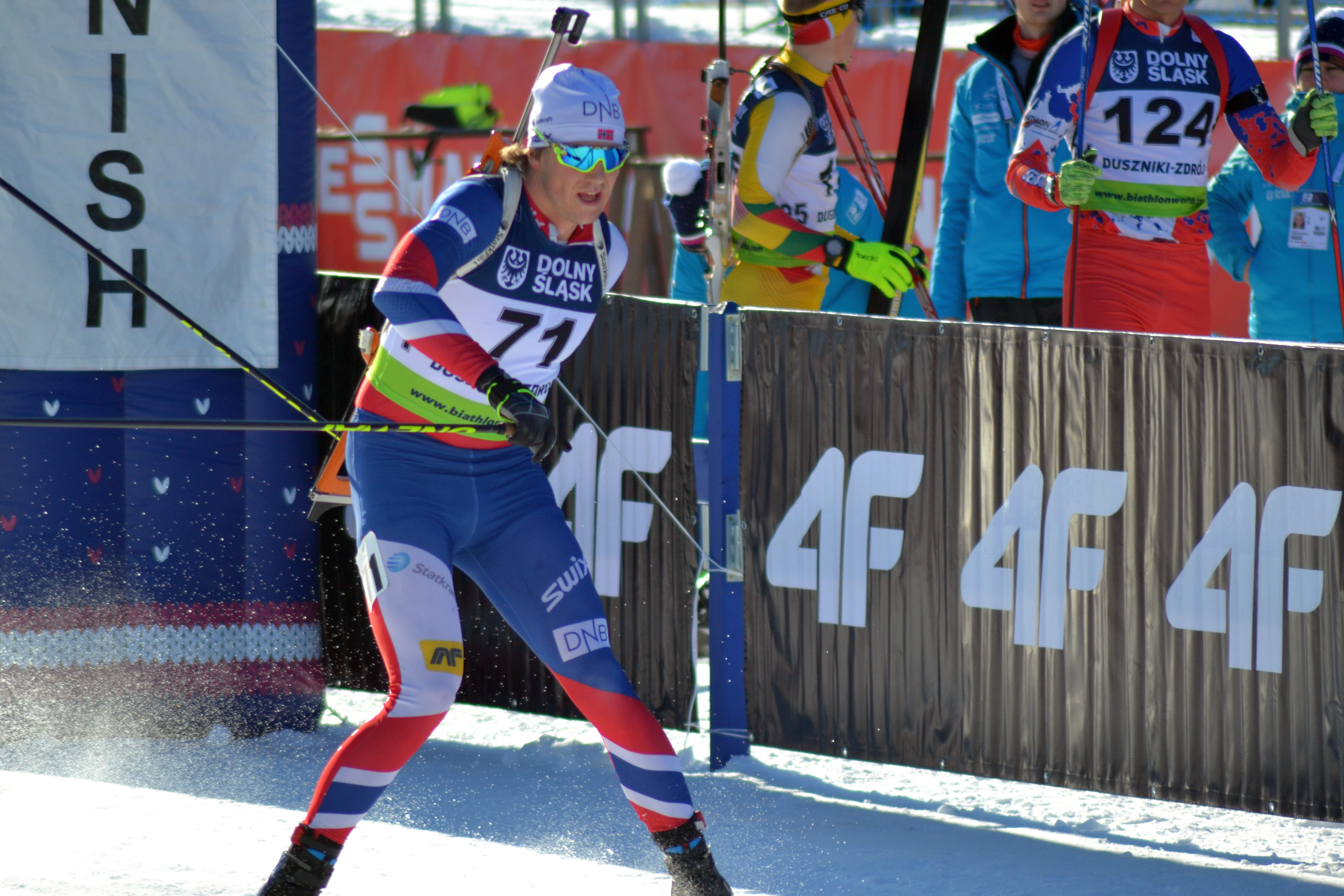
Zieleinlauf beim Sprint der EM 2017

In der Saison 2019/20 lief Christiansen im Weltcup insgesamt zehn Mal in Einzelwettkämpfen in die Top 10, darunter fielen auch zwei Podestplätze in den Verfolgungsrennen von Le Grand-Bornand und Ruhpolding. In Oberhof und Nové Město siegte der Norweger zwei weitere Male mit der Herrenstaffel, in der Weltrangliste konnte er sich erneut verbessern und schloss diese am Saisonende als 10. ab. Bei den Weltmeisterschaften hingegen lief nicht viel zusammen, im Staffelbewerb schoss er eine Strafrunde und verhinderte somit den Gewinn der Goldmedaille, die an die französische Auswahl ging. Im Folgewinter war Christiansen zwar wieder ein beständiger Teil der Mannschaft und lief weitere neun Mal unter die besten Zehn, scheiterte jedoch nach insgesamt fünf vierten Rängen an einem Podestplatz. Da mit Johannes Dale und Sturla Holm Lægreid zwei neue Athleten mit Siegen und Podestplätzen überzeugten, wurde er mit Ausnahme des Massenstarts, für den er startberechtigt war, auch nicht für die WM nominiert. Da Dale aber für das Staffelrennen absagte, übernahm Christiansen die Position des Schlussläufers und brachte die norwegische Mannschaft siegreich über die Ziellinie. Dies war das erste Mal, dass das Team in der Besetzung Lægreid – T. Bø – J. Bø – Christiansen lief; bis heute  siegten die Norweger in exakt dieser Aufstellung fünf weitere Male.
Einen erneuten Leistungsschub brachte der Winter 2021/22, den Christiansen schlussendlich als Vierter der Gesamtwertung abschloss. Nachdem er beim Wochenende von Östersund bereits mit der Staffel triumphierte, entschied er mit dem ersten Verfolgungswettkampf der Saison nach über drei Jahren Pause sein zweites Individualrennen für sich. Nach einem weiteren Podestplatz in Le Grand-Bornand war er nach dem Jahreswechsel Sechster der Weltrangliste und wurde schließlich erstmals für Olympische Spiele nominiert. Die Einzelrennen in Peking schloss der Norweger außerhalb der Top 10 ab, die Staffel brachte er jedoch nach zwei fehlerfreien Schießdurchgängen als Schlussläufer siegreich über die Ziellinie und krönte sich so zum Olympiasieger. Zum Abschluss der Meisterschaften sicherte er sich im Massenstart hinter Johannes Thingnes Bø und Martin Ponsiluoma die Bronzemedaille, kurz vor Saisonende siegte er beim Massenstart von Otepää zum dritten Mal in einem Einzelwettkampf im Weltcup.
Auch 2022/23 gehörte Christiansen zu den besten Biathleten der Welt und belegte im Weltcupgesamtstand hinter Johannes Thingnes Bø und Sturla Holm Lægreid den dritten Platz. Da Bø aber im gesamten Winter mit extrem dominanten Laufzeiten nahezu jeden Wettkampf bestimmte, waren bis zum Saisonhöhepunkt zwei zweite Plätze das Höchste der Gefühle. Bei den Weltmeisterschaften in Oberhof erzielte der Norweger mit den Positionen fünf und sechs in Sprint und Verfolgung seine besten WM-Ergebnisse. Nachdem man im Weltcup ausnahmslos jeden Herrenstaffelbewerb für sich entschieden hatte, ging die norwegische Mannschaft auch als klarer Favorit in das WM-Rennen hinein, musste sich aber bei schwierigen Bedingungen überraschend den Franzosen geschlagen geben. Unter anderem durch das krankheitsbedingte Fehlen von Johannes Bø am Wochenende von Östersund konnte sich Christiansen mit dem Massenstart einen weiteren Weltcupsieg sichern. Da er den saisonschließenden Massenstart von Oslo als Dritter abschloss, gewann er zudem erstmals eine Disziplinenwertung im Weltcup; weil Bø beim Einzel von Östersund außerdem nicht punkten konnte, sicherte sich Christiansen auch die kleine Kristallkugel im Einzel.

### Aufkommende Konkurrenz
Im ersten Trimester der Saison 2023/24 siegte Christiansen zweimal mit der Männerstaffel und lief im Verfolger von Östersund auf Rang drei. Als zum Jahreswechsel siebtplatzierter Athlet der Gesamtkonkurrenz – aber lediglich sechstplatzierter der Norweger – wurde er in Oberhof erstmals seit fast sechs Jahren dem nationalen Weltcupaufgebot entnommen. Erneut nominiert, meldete er sich mit Siegen im Sprint von Ruhpolding und im Massenstart von Antholz zurück. Bei den Weltmeisterschaften 2024 gewann er im Sprint und der anschließenden Verfolgung jeweils die Bronzemedaille bei norwegischen Dreifacherfolgen.

## Leistungen in den Teildisziplinen

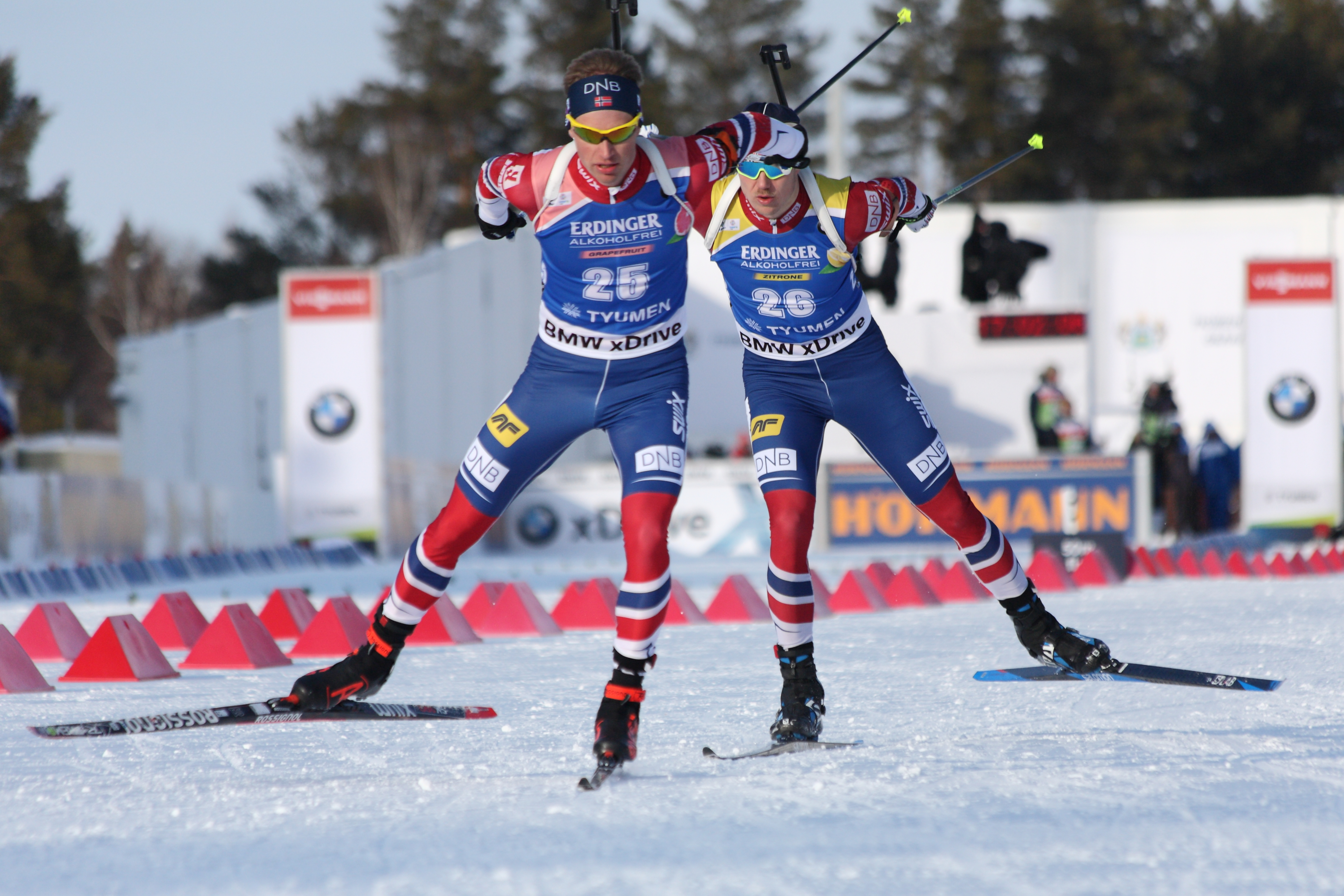
Christiansen hinter Henrik L’Abée-Lund beim Weltcup in Tjumen 2018

Vetle Sjåstad Christiansen entwickelte sich im Laufe seiner Weltcupkarriere in beiden Teildisziplinen positiv. Gehörte er bis zum Winter 2018/19 mit einem Durchschnitt von etwa einem Prozentpunkt über dem Median zu den schwächeren Läufern im norwegischen Team, konnte er sich über die Jahre stetig steigern. Seinen bisherigen Bestwert erzielte der Norweger in der Saison 2022/23 mit einem Mittelwert von 3,8 Prozent plus, womit er hinter Johannes Bø und Martin Ponsiluoma der drittschnellste Athlet des Feldes war. Christiansens Treffergenauigkeit am Schießstand hingegen unterscheidet sich seit Beginn seiner Karriere von Saison zu Saison. Seine Trefferquote im Stehendanschlag in den Jahren 2013 bis 2015 schwankte beispielsweise zwischen 77 und 89 %, der aussagekräftigste Wert im Stehendanschlag stammt aber aus dem Winter 2021/22, wo Christiansen fast 88 % aller Ziele traf und daher sowie aufgrund seiner Nervenstärke durchgehend als Schlussläufer der Staffeln eingesetzt wurde. Seither nimmt aber auch dieser Wert in jeder Saison konstant ab. Liegend ist er als sehr guter Schütze bekannt; mit Ausnahme der Saisons 2013/14, 2019/20 und 2020/21 liegt seine Trefferquote immer, teils deutlich, über der 90-%-Marke.

## Statistiken

### Weltcupsiege
| Nr. | Datum         | Ort            | Disziplin   |
| --- | ------------- | -------------- | ----------- |
| 1.  | 15. Feb. 2019 | Soldier Hollow | Sprint      |
| 2.  | 5. Dez. 2021  | Östersund      | Verfolgung  |
| 3.  | 12. März 2022 | Otepää         | Massenstart |
| 4.  | 12. März 2023 | Östersund      | Massenstart |
| 5.  | 13. Jan. 2024 | Ruhpolding     | Sprint      |
| 6.  | 21. Jan. 2024 | Antholz        | Massenstart |

| Nr. | Datum         | Ort                  | Disziplin               |
| --- | ------------- | -------------------- | ----------------------- |
| 1.  | 9. Dez. 2012  | Hochfilzen           | Staffel 1               |
| 2.  | 7. Dez. 2013  | Hochfilzen           | Staffel 2               |
| 3.  | 11. Jan. 2017 | Ruhpolding           | Staffel 3               |
| 4.  | 18. Jan. 2019 | Ruhpolding           | Staffel 4               |
| 5.  | 8. Feb. 2019  | Canmore              | Staffel 5               |
| 6.  | 7. März 2019  | Östersund (WM)       | Mixedstaffel 6          |
| 7.  | 16. März 2019 | Östersund (WM)       | Staffel 4               |
| 8.  | 11. Jan. 2020 | Oberhof              | Staffel 7               |
| 9.  | 7. März 2020  | Nové Město na Moravě | Staffel 8               |
| 10. | 6. Dez. 2020  | Kontiolahti          | Staffel 9               |
| 11. | 20. Feb. 2021 | Pokljuka (WM)        | Staffel 9               |
| 12. | 4. Dez. 2021  | Östersund            | Staffel 10              |
| 13. | 12. Dez. 2021 | Hochfilzen           | Staffel 9               |
| 14. | 23. Jan. 2022 | Antholz              | Staffel 9               |
| 15. | 4. März 2022  | Kontiolahti          | Staffel 11              |
| 16. | 13. März 2022 | Otepää               | Mixedstaffel 12         |
| 17. | 1. Dez. 2022  | Kontiolahti          | Staffel 9               |
| 18. | 10. Dez. 2022 | Hochfilzen           | Staffel 13              |
| 19. | 8. Jan. 2023  | Pokljuka             | Single-Mixed-Staffel 14 |
| 20. | 13. Jan. 2023 | Ruhpolding           | Staffel 9               |
| 21. | 22. Jan. 2023 | Antholz              | Staffel 9               |
| 22. | 5. März 2023  | Nové Město na Moravě | Single-Mixed-Staffel 15 |
| 23. | 11. März 2023 | Östersund            | Staffel 16              |
| 24. | 30. Nov. 2023 | Östersund            | Staffel 17              |
| 25. | 10. Dez. 2023 | Hochfilzen           | Staffel 9               |
| 26. | 11. Jan. 2024 | Ruhpolding           | Staffel 18              |
| 27. | 3. März 2024  | Oslo                 | Single-Mixed-Staffel 19 |
| 28. | 8. März 2024  | Soldier Hollow       | Staffel 9               |

### Weltcupplatzierungen

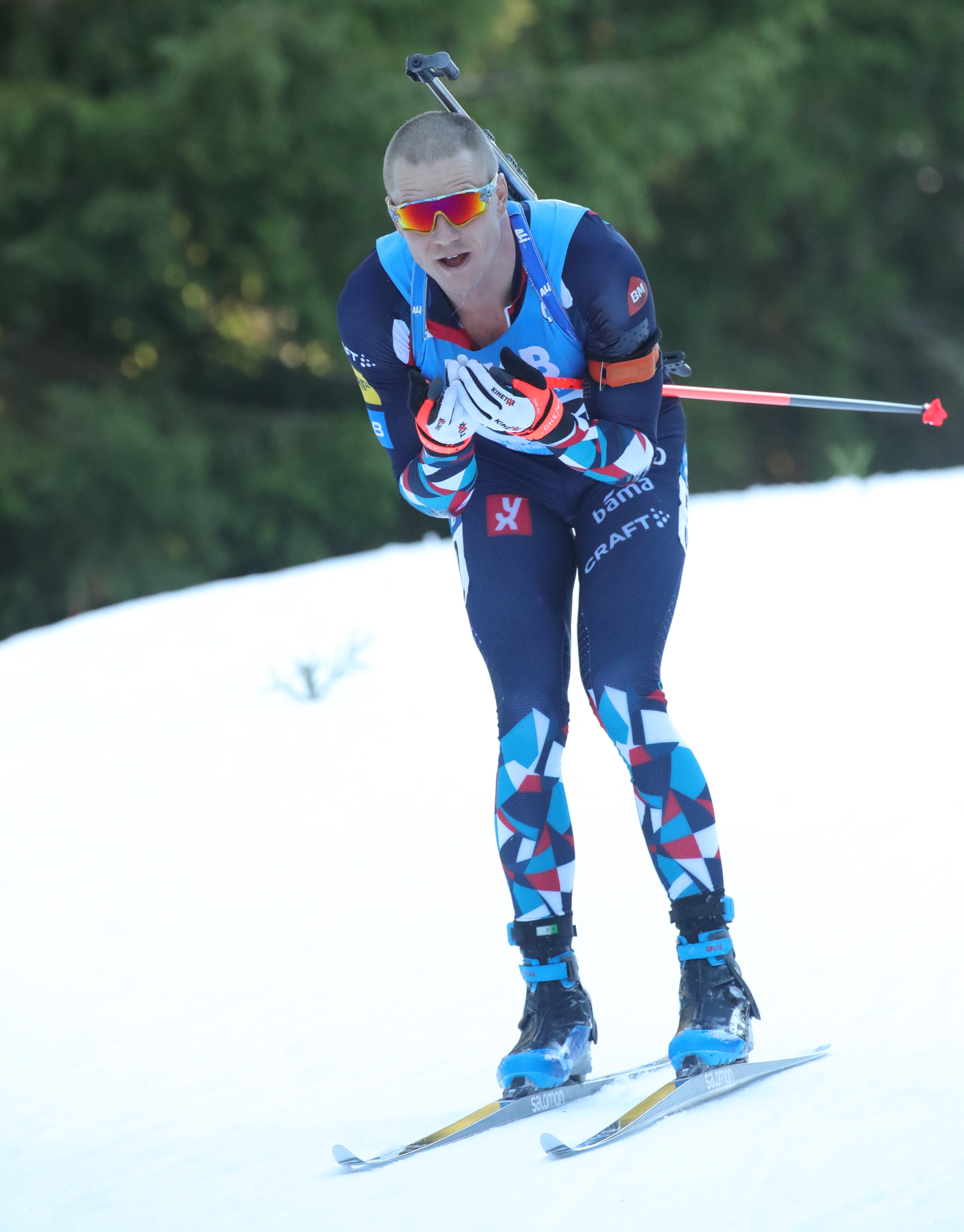
Christiansen im Einzelrennen der WM 2023

Die Tabelle zeigt alle Platzierungen (je nach Austragungsjahr einschließlich Olympische Spiele und Weltmeisterschaften).
- 1.–3. Platz: Anzahl der Podiumsplatzierungen
- Top 10: Anzahl der Platzierungen unter den ersten zehn (einschließlich Podium)
- Punkteränge: Anzahl der Platzierungen innerhalb der Punkteränge (einschließlich Podium und Top 10)
- Starts: Anzahl gelaufener Rennen in der jeweiligen Disziplin
- Staffel: inklusive Mixed- und Single-Mixed-Staffeln

| Platzierung               | Einzel | Sprint | Verfolgung | Massenstart | Staffel | Gesamt |
| ------------------------- | ------ | ------ | ---------- | ----------- | ------- | ------ |
| 1. Platz                  |        | 1      | 1          | 2           | 23      | 27     |
| 2. Platz                  | 2      | 1      | 2          | 1           | 7       | 13     |
| 3. Platz                  | 1      | 1      | 4          | 1           | 4       | 11     |
| Top 10                    | 7      | 19     | 20         | 14          | 39      | 99     |
| Punkteränge               | 14     | 48     | 43         | 25          | 40      | 170    |
| Starts                    | 18     | 59     | 44         | 25          | 40      | 186    |
| Stand: Saisonende 2022/23 |        |        |            |             |         |        |

### Olympische Winterspiele
Ergebnisse bei Olympischen Winterspielen:
|                                        | Einzelwettbewerbe | Einzelwettbewerbe | Einzelwettbewerbe | Einzelwettbewerbe | Staffelwettbewerbe | Staffelwettbewerbe |
| Sprint                                 | Verfolgung        | Einzel            | Massenstart       | Herrenstaffel     | Mixedstaffel       |                    |
| -------------------------------------- | ----------------- | ----------------- | ----------------- | ----------------- | ------------------ | ------------------ |
| Olympische Winterspiele 2022 \| Peking | 20.               | 15.               | 13.               | 3.                | 1.                 | –                  |

### Weltmeisterschaften
Ergebnisse bei Weltmeisterschaften:
| Weltmeisterschaften | Weltmeisterschaften | Einzelwettbewerbe | Einzelwettbewerbe | Einzelwettbewerbe | Einzelwettbewerbe | Staffelwettbewerbe | Staffelwettbewerbe | Staffelwettbewerbe |
| Jahr                | Ort                 | Einzel            | Sprint            | Verfolgung        | Massenstart       | Herrenstaffel      | Mixedstaffel       | S.-M.-Staffel      |
| ------------------- | ------------------- | ----------------- | ----------------- | ----------------- | ----------------- | ------------------ | ------------------ | ------------------ |
| 2019                | Östersund           | 8.                | 31.               | 23.               | 12.               | 1.                 | 1.                 | –                  |
| 2020                | Antholz             | 62.               | 33.               | 10.               | 13.               | 2.                 | –                  | –                  |
| 2021                | Pokljuka            | –                 | –                 | –                 | 16.               | 1.                 | –                  | –                  |
| 2023                | Oberhof             | 10.               | 6.                | 5.                | 12.               | 2.                 | –                  | –                  |
| 2024                | Nové Město          | 16.               | 3.                | 3.                | 8.                | 2.                 | –                  | –                  |

### Jugend-/Juniorenweltmeisterschaften

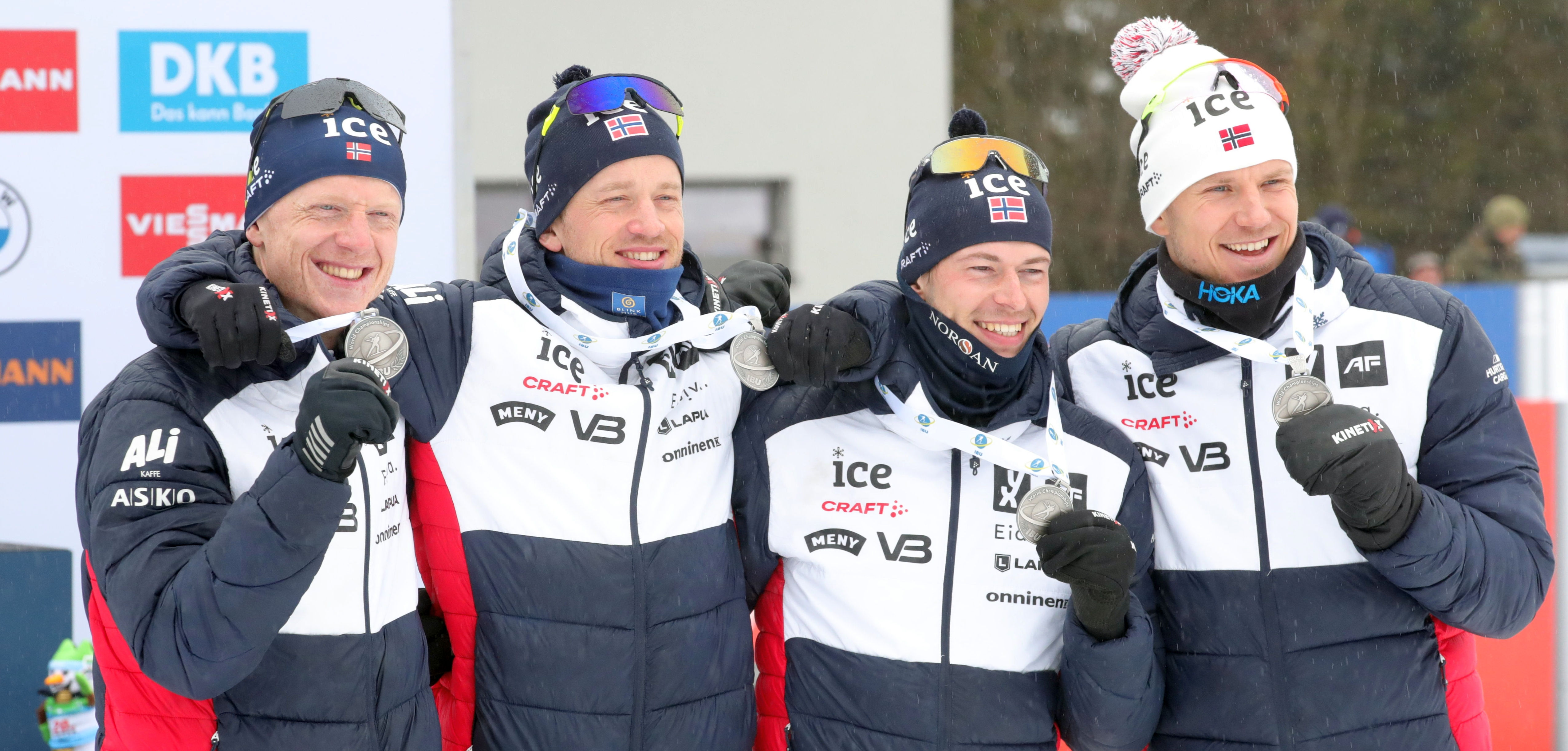
WM 2023: Christiansen (rechts), Johannes und Tarjei Bø sowie Sturla Holm Lægreid mit Staffelsilber

Ergebnisse bei Jugend- und Juniorenweltmeisterschaften:
| Weltmeisterschaften | Weltmeisterschaften | Einzelwettbewerbe | Einzelwettbewerbe | Einzelwettbewerbe | Herrenstaffel |
| Jahr                | Ort                 | Einzel            | Sprint            | Verfolgung        | Herrenstaffel |
| ------------------- | ------------------- | ----------------- | ----------------- | ----------------- | ------------- |
| 2010                | Torsby              | 3.                | 3.                | 5.                | 3.            |
| 2011                | Nové Město          | 3.                | 2.                | 2.                | 3.            |
| 2012                | Kontiolahti         | 16.               | 13.               | 2.                | 1.            |
| 2013                | Obertilliach        | –                 | 4.                | DNS               | –             |

### IBU-Cup-Siege
| Nr. | Datum         | Ort             | Disziplin              |
| --- | ------------- | --------------- | ---------------------- |
| 1.  | 25. Feb. 2013 | Bansko (EM)     | Sprint                 |
| 2.  | 25. Nov. 2016 | Beitostølen     | Sprint                 |
| 3.  | 8. Dez. 2017  | Lenzerheide     | Single-Mixed-Staffel 1 |
| 4.  | 14. Dez. 2017 | Obertilliach    | Einzel                 |
| 5.  | 17. Dez. 2017 | Obertilliach    | Mixedstaffel 2         |
| 6.  | 13. Jan. 2018 | Arber           | Sprint                 |
| 7.  | 28. Jan. 2018 | Ridnaun (EM)    | Single-Mixed-Staffel 1 |
| 8.  | 14. März 2018 | Chanty-Mansijsk | Supersprint            |
| 9.  | 2. Feb. 2025  | Martell (EM)    | Staffel 3              |